# Lysiteles spirellus
Lysiteles spirellus là một loài nhện trong họ Thomisidae.
Loài này thuộc chi Lysiteles. Lysiteles spirellus được miêu tả năm 2008 bởi Guo Tang et al..